# Пут исправности
Пут исправности или пут дарме (пали: Dhammapada, санскрт: Dharmapada; од dhamma – учење, истина, праведност, исправност и pada – стопа, стаза, пут) је збирка Будиних изрека у стиховној форми. Чувени уводни стихови гласе:
Ум је извор свих ствари,
ум им претходи, ум их ствара.
Ко са рђавом намером говори ил’ ради,
тог патња у стопу прати,
као точак воловску запрегу.
Дамапада је један од најзначајних и најпознатијих будистичких списа. У Дамапади се на језгровит и једноставан начин излажу основни елементи Будиног учења, а оригинална верзија се налази у Пали канону. Датум настанка Пута исправности тешко је с поуздањем утврдити. Према традицији, речи забележене у том спису воде порекло од самог Гаутаме Буде (563-483. пре н.е.?), мада се то не може с извесношћу потврдити нити негирати. 
Пали канон чине три целине, а у оној која садржи Будине беседе (Сута-питака), налази се „кратка збирка“ (Кудака-никаја) у којој је сачувана Дхамапада, поетско-филозофско дело од 423 строфе сабране у 26 поглавља. Око половине тих стихова, који чине темељ будистичке етике, налази се и у другим пали текстовима, док су класичне верзије истог дела доцније сачуване и на санскриту и кинеском језику.
Најстарији и најпознатији коментар Дамападе на палију написао је Будагоша у 5. веку. Он је, у сврхе тумачења, уз готово сваки стих наводио и понеку параболу. 